# Rubus argentifrons
Rubus argentifrons är en rosväxtart som beskrevs av Liberty Hyde Bailey. Rubus argentifrons ingår i släktet rubusar, och familjen rosväxter. Inga underarter finns listade i Catalogue of Life.